# 정유성
정유성(鄭維城, 1596년 ~ 1664년) 조선의 문신이다. 자는 덕기(德基), 호는 도촌(陶村), 본관은 연일. 1660년(현종 1) 우의정에 이르렀다.

## 생애
1627년(인조 5) 정시문과에 을과로 급제하여 검열이 되고 이후 기사관을 거쳐 필선과 수찬을 지낸 뒤 평안도 암행어사로 나가서 부패한 탐관오리들을 처벌하고 전쟁으로 흉흉해진 민심을 수습하는 데 공을 세워 1643년, 동래부사로 진급하고 황해도관찰사가 되어 선정을 베풀었다.
1645년, 내직으로 돌아와 동부승지가 되고 이후 전라도관찰사를 거쳐 좌부승지, 우승지를 거쳐 좌승지, 대사성, 대사간을 하고 평안도관찰사가 된다.
효종 때 대사간이 되고 승지, 대사성을 거쳐 평안도관찰사로 다시 임명되고 이후 도승지로 승진, 대사간을 거쳐 경기도관찰사를 하다 형조판서가 되어 정경의 반열에 올랐다. 이후 예조판서로 지경연사를 겸하고 이후 동지경연사까지 겸하며 예조판서를 한다. 이후 이조판서로 임명되어 지경연사를 겸하고 우참찬, 형조판서를 하며 지경연사를 겸하다 대사헌까지 되었다. 호조판서와 판의금부사를 하며 지경연사를 겸하다 좌부빈객을 겸하고 이후 우의정이 된 뒤 판중추부사로 물러났고, 영중추부사가 되었다가 다시 우의정이 되고 이후 약방도제조와 내의원도제조를 거쳐 판중추부사로 퇴직한다. 시호는 충정(忠貞)이다.